# Madrigueras
Madrigueras è un paese spagnolo di 4 593 abitanti  nella comunità autonoma di Castiglia-La Mancia. Il comune è sito 686 metri sopra il mare.
Il paese ha una forte tradizione operaia e industriale (vini, metalmeccanica, energie eoliche) e un forte movimento operaio socialcomunista (sindaci comunisti dal 1979-1999 e 2003-2007 e sindaco socialista 1999-2003 e 2007).
Il suo santo patrono è San Giorgio (San Jorge) ed è conosciuta la festa della "Vendimia" ad agosto.